# Valentine's Day (soundtrack)
Valentine's Day: Original Motion Picture Soundtrack je službeni glazbeni zapis filma Dan zaljubljenih. Objavljen je 9. veljače 2010. godine u izdanju Big Machine Recordsa. Na albumu su uključeni mnogi pop i country izvođači kao Taylor Swift, Maroon 5 i Steel Magnolia.

## Popis pjesama
| Br. | Skladba                               | Izvođač                         | Trajanje |
| --- | ------------------------------------- | ------------------------------- | -------- |
| 1.  | »Today Was a Fairytale«               | Taylor Swift                    | 4:02     |
| 2.  | »Say Hey (I Love You)«                | Michael Franti & Spearhead      | 3:56     |
| 3.  | »I'm in the Mood for Love«            | Jools Holland i Jamiroquai      | 3:10     |
| 4.  | »On the Street Where You Live«        | Willie Nelson                   | 2:57     |
| 5.  | »Everyday«                            | Sausalito Foxtrot               | 1:37     |
| 6.  | »Stay Here Forever«                   | Jewel                           | 2:59     |
| 7.  | »Amor«                                | Ben E. King                     | 2:56     |
| 8.  | »Cupid«                               | Amy Winehouse                   | 3:48     |
| 9.  | »The Way You Look Tonight«            | Maroon 5                        | 3:25     |
| 10. | »4 and 20«                            | Joss Stone                      | 5:07     |
| 11. | »Valentino«                           | Diane Birch                     | 2:50     |
| 12. | »Te Quiero Dijiste«                   | Nat King Cole                   | 2:39     |
| 13. | »Jump Then Fall«                      | Taylor Swift                    | 3:57     |
| 14. | »Shine«                               | Black Gold                      | 3:49     |
| 15. | »Keep On Lovin' You«                  | Steel Magnolia                  | 3:02     |
| 16. | »Somebody to Love«                    | Leighton Meester i Robin Thicke | 3:34     |
| 17. | »I'm Into Something Good«             | The Bird and the Bee            | 2:49     |
| 18. | »Signed, Sealed, Delivered I'm Yours« | Anju Ramapriyam                 | 2:32     |

## Top liste
| Top lista (2010.)             | Najviša pozicija |
| ----------------------------- | ---------------- |
| Kanada                        | 32               |
| SAD Billboard 200             | 20               |
| SAD Billboard Top Soundtracks | 2                |